# Lubrikation

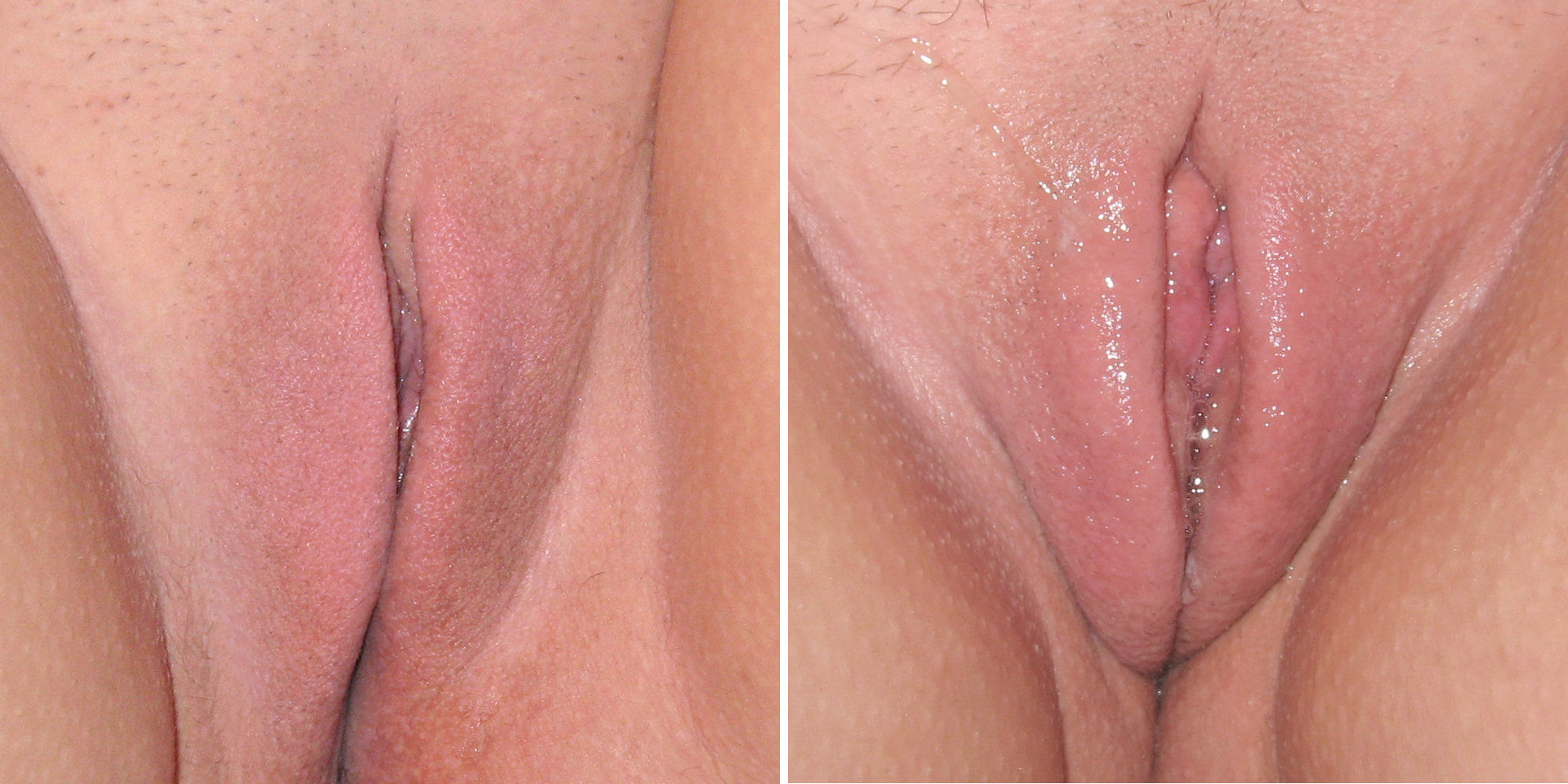
Rasierte nicht-erregte und erregte Vulva mit deutlicher Lubrikation

Als vaginale Lubrikation (lateinisch lubricare ‚schlüpfrig machen‘) wird die Befeuchtung der äußeren weiblichen Geschlechtsorgane und der Vagina bezeichnet, bei der das Vaginalsekret in Form von schleimiger Gleitflüssigkeit aus den Bartholinischen Drüsen am Hinterrand des Scheidenvorhofs (Vestibulum vaginae) der Frau zusammen mit einem in der Vagina entstehenden Transsudat abgesondert wird. Eine Befeuchtung der Vagina durch ein Transsudat findet bei einer Frau im Normalfall jederzeit statt, jedoch wird vor der Ovulation sowie bei sexueller Erregung vermehrt Flüssigkeit produziert. Im letzteren Fall unterstützt das Sekret der Bartholinischen Drüsen die vaginale Lubrikation.
Die Entsprechung beim Mann ist das bei sexueller Erregung vorne am Penis austretende Präejakulat. Die Lubrikation entsteht durch sexuelle Erregung. Durch sie werden die Vulva und die Klitoris befeuchtet und sie erleichtert das Eindringen des Penis beim Geschlechtsverkehr. Ferner kann der variierende Gehalt des Vaginalsekrets an Pheromonen direkten Einfluss auf die sexuelle Attraktivität nehmen.
Bei einer zu geringen Produktion dieser Scheidenflüssigkeit spricht man von einem Lubrikationsmangel.

## Zusammensetzung

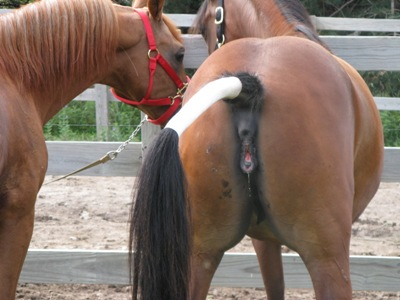
Lubrikation beim Pferd während des Östrus, auch Rosse

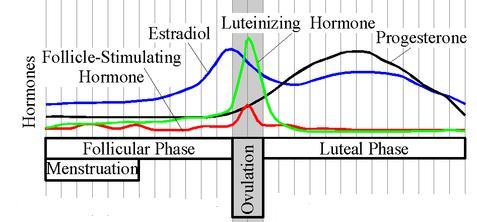
Östrogen- (blaue Kurve) und Progesteronkonzentrationen (schwarze Kurve) während des Menstruationszyklus

Die Flüssigkeit besteht aus etwa 50 verschiedenen bislang nachgewiesenen Substanzen, dabei hauptsächlich aus Wasser, Cholesterin, Squalen, diversen Fettsäuren wie Stearinsäure, Palmitinsäure, Glycerin, Harnstoff, Essigsäure und Milchsäure, komplexen Alkoholen, Ketonen und Aldehyden. Sie ist normalerweise klar und erinnert mehr an männliches Präejakulat als an Ejakulat. Das Sekret kann – abhängig vom Grad der sexuellen Erregung, dem Zeitpunkt im Monatszyklus und der Ernährung – in Konsistenz, Farbe, Geruch und Geschmack variieren.
Weibliche Primaten und Frauen produzieren Kopuline. Kopuline sind Pheromone der Primaten, also Duftstoffe, die über den Geruchssinn auf Männchen wirken. Biochemisch sind es Gemische flüchtiger, kurzkettiger Fettsäuren, die im weiblichen Vaginalsekret zyklusabhängig auftreten. Kopuline wurden zuerst von Richard Michael und Kollegen Ende der 1960er beziehungsweise Anfang der 1970er Jahre bei Rhesusaffen beschrieben, für die der Geruchssinn bei der Paarung sehr wichtig ist. Kopuline der Rhesusaffen sind Gemische aus C2-C6kettigen Fettsäuremolekülen wie beispielsweise Essigsäure, Propionsäure, Isobuttersäure, Buttersäure, Isovaleriansäure- und auch Isocapronsäure-Derivate. Menschliche Vaginalsekrete sind denen von anderen Primaten sehr ähnlich und enthalten die gleichen flüchtigen Fettsäuren, aber in abweichenden Zusammensetzungen. Der Anteil der einzelnen Fettsäuren im Vaginalsekret variiert im Laufe eines Sexualzyklus bzw. Menstruationszyklus.
Darüber hinaus ist die Produktionsrate interindividuell sehr unterschiedlich. So produzieren einige Frauen nur geringe Menge dieser Kopuline, auch scheinen die hormonellen Kontrazeptiva einen mindernden Einfluss auf die Sekretion an Kopulinen zu haben. Die höchste Konzentration wird kurz nach der Ovulation erreicht.
Bei Männern wurden physiologische Veränderungen und Verhaltensunterschiede nach Kopulinexposition beobachtet. Berichtet wurde ein Anstieg der Testosteron- und Cortisolkonzentration im Speichel. Sie schätzen die sexuelle Attraktivität von sich selbst und von Frauengesichtern höher ein als die Kontrollgruppe. Und ihr Wille zur Kooperation mit anderen Männern nimmt ab.

## Physiologie des Vaginalsekrets und des Transsudats
Wenn eine Frau sexuelle Erregung verspürt, beginnen die Wände der Vagina anzuschwellen und eine klare Flüssigkeit (modifiziertes Plasma-Transsudat) über hunderte kleiner Gänge im Vaginalgewebe abzusondern. Diese Flüssigkeit ist zuerst innerhalb der Vagina zu finden, bei weiterer Erregung beginnt sie durch die Öffnung zwischen den kleinen Schamlippen zu fließen. An den kleinen Schamlippen bzw. auf der Ebene des Scheidenvorhofs sitzen zusätzlich die Bartholinschen Drüsen als weitere akzessorische Geschlechtsdrüsen, welche auch Sekrete produzieren, die zusätzlich befeuchten.

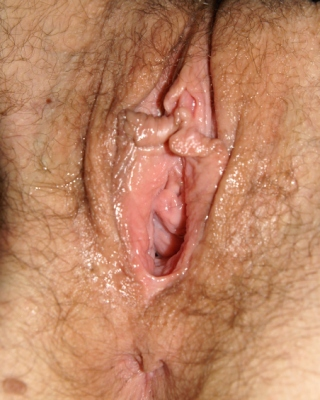
Vulva mit Scheideneingang einer erwachsenen Frau mit Lubrikation. (Eine Vernarbung am Damm zeigt, dass schon Kinder geboren wurden.)

Die Ausschüttung dieser Flüssigkeiten macht sexuelle Vorspiele, die die Vulva und Vagina miteinbeziehen, angenehm. Wenn genügend Flüssigkeit gebildet wird, so dass sie sich auch über die Klitoris verteilen kann, verstärkt sich die sexuelle Erregung und es kommt dadurch zu einer positiven Rückkopplung, durch die sich wiederum die Absonderung aus den Drüsen erhöht. Im Stadium höchster Erregung sondern manche Frauen üppige Mengen an Sekret ab, andere nur geringe Mengen. Das Aufbringen eines künstlichen Gleitmittels auf die Klitoris kann dieselbe positive Rückkopplung auslösen und damit die natürliche Lubrikation verstärken. Falls die Lubrikation im Scheideneingang auch dann noch zu gering ist, kann das Gleitmittel hier aufgetragen eine schmerzfreie vaginale Penetration ermöglichen.
Wie neuere Forschungsergebnisse bestätigten, kann eine Absonderung von Vaginalsekret auch ohne sexuelle Erregung im eigentlichen Sinne in Bezug auf einen potentiellen Sexualpartner auftreten.
Der Hauptanteil entfällt dabei auf die akzessorischen Geschlechtsdrüsen der Frau, vor allem die Bartholin-Drüsen. Die Scheidenhaut sondert außerdem eine klare Flüssigkeit ab. Diese Flüssigkeit wird aus dem die Scheide umgebenden Gefäßgeflecht herausgepresst (Transsudation). Je größer die Erregung ist, desto besser ist dieses Geflecht durchblutet und desto mehr Flüssigkeit kann die Scheide befeuchten.
Eine zu geringe Lubrikation der Scheide kann dazu führen, dass das Eindringen des Penis beim Vaginalverkehr als unangenehm oder sogar schmerzhaft empfunden wird. Im Allgemeinen lässt die Lubrikation mit zunehmendem Alter nach. Während des Klimakteriums (der „Wechseljahre“) und danach lässt sich bei vielen Frauen eine deutliche Abnahme der Lubrikation feststellen.